# Jean Wyllys

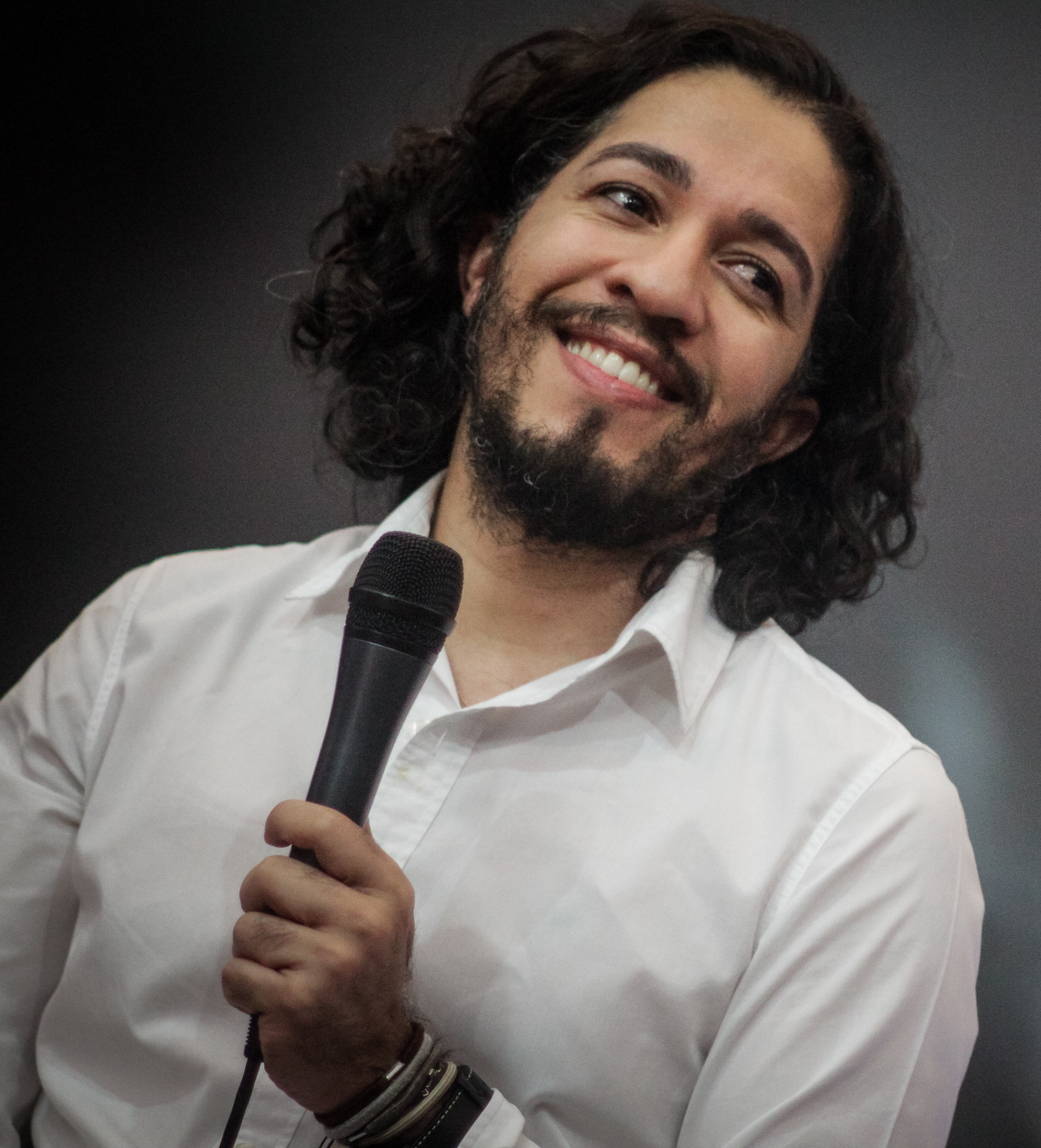
Jean Wyllys

Jean Wyllys de Matos Santos (* 10. März 1974 in Alagoinhas, Bahia) ist ein brasilianischer Politiker, Autor und Journalist.

## Leben
Wyllys studierte an der Fakultät für Kommunikation der Universidade Federal da Bahia und schloss mit einem Magister in Literatur und Linguistik ab. Nach seinem Studium erhielt er eine Anstellung als Hochschullehrer an der Escola Superior de Propaganda e Marketing (ESPM) und dann an der Universidade Veiga de Almeida (UVA) in Brasilien. Er schrieb Kolumnen für den Correio da Bahia und veröffentlicht seit 2001 seine crônicas in Buchform. Seit seinem selbstgewählten Exil 2019 arbeitet Wyllys an seiner Dissertation zum Thema Fake News an der Universität Barcelona.
2005 nahm Wyllys an der fünften brasilianischen Ausgabe des Programmes Big Brother Brasil (BBB5) auf dem Fernsehsender Rede Globo teil und gewann diese. Dadurch erlangte er landesweit Bekanntheit. Er ist Mitglied der linken Partei Partido Socialismo e Liberdade (PSOL). Als Abgeordneter für den Bundesstaat Rio de Janeiro war er von Februar 2011 bis Januar 2019 Mitglied im brasilianischen Nationalkongress in Brasília. Seine Positionen entsprechen grundsätzlich dem politisch linken Spektrum. Er setzte sich stark für die Diversität und politischen Rechte von Minderheiten in Brasilien ein und unterstütze so unter anderem das Recht auf gleichgeschlechtliche Ehe und das Recht auf Abtreibung. Wyllys sieht im War on Drugs eine historische Ungerechtigkeit des globalen Nordens gegen Lateinamerika, weswegen er eine Liberalisierung zumindest einiger Drogen wie Marihuana forderte. Außerdem trat er für die Aufnahme von Flüchtlingen ein, ebenso wie er sich für Quoten bei der Vergabe von öffentlichen Stellen in Bezug auf Geschlecht und Abstammung starkmachte. 2016 diskutierte er bei der Abstimmung über die Amtsenthebung von Dilma Rousseff mit dem damaligen Abgeordneten Jair Bolsonaro. Wyllys stimmte gegen Rousseffs Amtsenthebung, Bolsonaro dafür. Nach der Abstimmung kam es zu einer Auseinandersetzung, die damit endete, dass Wyllys Bolsonaro ins Gesicht spuckte.
Wyllys lebt offen homosexuell. Am 14. März 2018 wurde die mit Wyllys befreundete Stadträtin von Rio de Janeiro, Marielle Franco, eine offen lesbisch lebende, schwarze und linke Politikerin, auf offener Straße ermordet. Nach zunehmenden Morddrohungen gegen ihn und später auch seine Familie – in E-Mails wurde ihm angekündigt, er wäre der Nächste – verließ er das Land im Januar 2019. Er legte sein Mandat nieder und übergab es an den ebenfalls offen homosexuell lebenden Abgeordneten David Miranda. Über die Weitergabe seines Mandats an Miranda kursierten viele Gerüchte und Fake News. Wyllys kündigte an, dass er den Politiker und Journalisten Ratinho wegen Verbreitung von Fake News anzeigen werde. Wyllys machte zunächst keine Angaben zu seinem Aufenthaltsort und hielt sich in Europa, unter anderem in Madrid auf. Bei einem Auftritt in Portugal wurde er mit Eiern beworfen, weitere konkret geplante Attacken gegen ihn konnten verhindert werden.
Wyllys machte im Frühjahr 2019 bekannt, dass er sich auf Einladung der Rosa-Luxemburg-Stiftung in Berlin niederlassen würde. Aus seinem Exil heraus kommentierte Wyllys regelmäßig die brasilianische Politik in einem Blog. 2023 kehrte er nach vier Jahren im Ausland erstmals nach Brasilien zurück.

## Werke
- Aflitos. Crônicas e contos. Casa de Palavras da Fundação Casa de Jorge Amado, Salvador, Bahia 2001, ISBN 85-7278-063-7 (Prêmio Copene de Literatura, heute Prêmio Braskem, Odebrecht).
- Ainda Lembro. crônicas e experiências vividas no BBB5. Editora Globo, São Paulo 2005.
- Tudo ao mesmo tempo agora. Crônicas e perturbacoes. Giostro Editora. 2009, ISBN 978-85-60157-10-5.
- Tempo bom tempo ruim. Identidades, políticas, afetos. Companhia das Letras, São Paulo 2014, ISBN 978-85-65530-64-4.